# Języki yuat
Języki yuat, yuackie, juackie – rodzina sześciu języków papuaskich. Bywa włączana do hipotetycznej (makro)rodziny sepik-ramu.

## Klasyfikacja (hipoteza)
Języki sepik-ramu > Języki ramu > Języki yuat-wabuk > Języki yuat-maramba > Języki yuat
| Grupy i języki                | Liczba mówiących | Kraje             |
| ----------------------------- | ---------------- | ----------------- |
| biwat (munduguma, mundugumor) | 3040             | Papua-Nowa Gwinea |
| bun                           | 480              | Papua-Nowa Gwinea |
| changriwa                     | 690              | Papua-Nowa Gwinea |
| kyenele (miyak)               | 1250             | Papua-Nowa Gwinea |
| maramba                       | 840              | Papua-Nowa Gwinea |
| mekmek                        | 1400             | Papua-Nowa Gwinea |